# Dicranus jaliscoensis
Dicranus jaliscoensis là một loài ruồi trong họ Asilidae. Dicranus jaliscoensis được Williston miêu tả năm 1901. Loài này phân bố ở vùng Tân nhiệt đới và Tân Bắc giới.